# Анцыпо-Чикунский, Идельфонс Дементьевич
Ильдефонс Дементьевич (Демьянович) Анцыпо-Чикунский (1815 — 6 (18) июня 1863) — шляхтич, участник польских восстаний 1830, 1848, 1863 годов. По приговору военно-полевого суда был расстрелян в Могилёве 6 (18) июня 1863 года.

## Биография
Ильдефонс Дементьевич (Демьянович) Анцыпа-Чикунский родился в 1815 году в деревне Миловань Гродненской губернии в шляхетской семье. Учился в Слонимском уездном училище. Шестнадцатилетним юношей Анцыпа участвовал в польском восстании 1830—1831 годов. После его поражения он эмигрировал во Францию, входил в состав Польского демократического общества, выступал в печати по вопросам организации вооруженного восстания, был популярен как публицист. Во время польского восстания 1848 года на территории, оккупированной Пруссией, Анцыпа командовал отрядом крестьян в районе Познани. В 1859 году после царского манифеста 1850 года о прощении участников польского восстания он вернулся на родину, где и жил под надзором полиции в имении брата в Быховском уезде Могилёвской губернии.
Когда началось восстание 1863 года, Анцыпа просто не мог остаться в стороне. Исследователи XIX века утверждали, что Анцыпу, учитывая его «темперамент», организаторы восстания на Могилёвщине не хотели брать ни в один отряд, и посему было решено предложить ему сформировать свой. Итогом стало то, что назло им Анцыпа взялся затмить их своими делами, и действительно отряд Ильдефонса Анцыпы-Чикунского был одним из самых сильных отрядов Могилёвской губернии в период восстания 1863—1864 годов. Учитывая то, что руководство восстания не очень верило в дееспособность отряда Анцыпы, да и почти вся шляхта Быховского уезда уже пристроилась к другим отрядам, он получил задание «наделать в уезде по возможности больше беспорядков и поднять население».
24 апреля Анцыпа-Чикунский с шестью товарищами захватывает фольварок Закупленье Манкевича. Там повстанцы находят лошадей и оружие. Далее отряд Анцыпы быстро перемещается по Быховскому уезду, медленно пополняя свой отряд и призывая крестьян к вооружённой борьбе. В это же время он распространяет слухи, что за его отрядом следует отряд союзников из 300 французов. Это временно спасает мятежников от царских войск и крестьянской агрессии. Тем не менее, 27 апреля против повстанцев была послана 15-я рота Смоленского полка в составе 70 солдат. Вечером 30 апреля они нападают на лагерь анцыповцев, расположенный в треугольнике леса между деревнями Глухи, Язвы (ныне Восточное), Золотва. Потеряв почти все оружие и обоз, повстанцы сумели уйти. Далее штабс-капитан Кусонский, решив не ввязываться в ночную перестрелку, отступил и приказал крестьянам ловить мятежников. С этой задачей крестьяне успешно справились. Последним был пойман Ильдефонс Анцыпа-Чикунский (его схватили 10 мая 1863 года). При задержании при нём было обнаружено 224 рубля 25 копеек, вероятно, это была полковая касса мятежников — немалые по тем временам деньги. По приговору военно-полевого суда Ильдефонс Анцыпа был расстрелян в Могилеве в 10 часов утра 6 (18) июня 1863 года вместе с другими руководителями восстания в губернии — В. А. Корсаком и братьями М. А. и И. А. Манцевичами.
Все участники мятежа на Быховщине были осуждены и получили различные наказания. Кого-то лишили прав дворянства, у иных конфисковали имущество, а кто-то был сослан на поселение в Сибирь. Иосафат Анцыпо, однофамилец главы Быховского повстанческого отряда, отсидев в Могилевском остроге, был сослан в Восточную Сибирь, отчего пошла путаница, и некоторые исследователи пишут, что Анцыпа остался жив. Тем не менее, в Национальном историческом архиве Беларуси хранится рапорт о расстреле Ильдефонса Анцыпы.

## Образ Ильдефонса Анцыпы-Чикунского в историографии
В дореволюционной историографии его образ подается как бесшабашный сорвиголова «строптивого и бешенаго нрава», утверждается, что и в восстании 1863 года он принял участие «из любви к искусству». В советской историографии Анцыпа — один из немногих, кто сумел поднять на борьбу крестьянство.